# Certamen del Queso de Cabrales
El Certamen del Queso de Cabrales es un concurso anual donde se elige el mejor queso de la denominación de origen de Cabrales. El concurso se celebra en la localidad de Arenas de Cabrales y tiene lugar el último domingo de agosto desde 1968. Durante la jornada también es típico que concurran grupos de gaitas y bailes folclóricos. Además se incluyen catas, presentaciones, mercado tradicional o partidos de bolos. El certamen forma parte de las fiestas de Cabrales, que junto con los bailes típicos del corri-corri son fiesta de interés turístico nacional.
Al final de la jornada, después de que el jurado haya elegido el mejor queso, éste se subasta con beneficio de la entidad de denominación de origen. Debido al elevado precio con el que subasta, ha sido reconocido por el Guiness World Record como el queso más caro vendido en subasta.

## Historia
La vecina población de Cangas de Onís ya organizaba desde 1940 la "Feria de los Quesos de los Picos de Europa". Posiblemente inspirados en esta los cabraliegos Francisco Arenas Álvarez y José Carrera de Caso, para promocionar el queso fuera y dentro de la comunidad proponen crear una feria similar en Cabrales. Una vez conseguido permiso de las autoridades municipales, celebraron el primer concurso el 1 de septiembre de 1968. A este concurso se presentaron un total de 31 productores, que debían elaborar al menos 6 quesos.

## Lista de premiados y subasta
| Año  | Pregonero/a                                   | Quesería ganadora                             | Marca                                         | Ganador subasta                               | Precio                                        | Ref.                                          |
| ---- | --------------------------------------------- | --------------------------------------------- | --------------------------------------------- | --------------------------------------------- | --------------------------------------------- | --------------------------------------------- |
| 2012 | Luis José Ávila                               | Ángel Díaz Herrero                            |                                               | Restaurante El Tizón (Oviedo)                 | 2.500 €                                       |                                               |
| 2013 | Carlos Santos                                 | Ángel Díaz Herrero                            |                                               | Restaurante Casa Tista (Ribadesella)          | 2.600 €                                       | [ 5 ]                                         |
| 2014 | César Pérez de Tudela                         | Quesería Main                                 |                                               | Tienda el Campu la Llera                      | 3.000 €                                       | [ 6 ]                                         |
| 2015 | Bernabé Aguirre                               | Arangas                                       | El Teyedu                                     | Sidrerías Carlos Tartier y Couzapin           | 3.100 €                                       | [ 7 ]                                         |
| 2016 | Fernando Granda                               | Vega de Tordín                                |                                               | Sidrerías Carlos Tartier y Couzapin           | 11.000 €                                      | [ 8 ]                                         |
| 2017 | Isidoro Rodríguez Cubillas                    | Arangas                                       | El Teyedu                                     | Sidrerías Carlos Tartier y Couzapin           | 3.300 €                                       | [ 7 ]                                         |
| 2018 | Joaquín Araujo Ponciano                       | Valfriu –María Salud Herrero Martínez         | -                                             | R. El Llagar de Colloto                       | 14.300 €                                      |                                               |
| 2019 | Inaciu Galán                                  | Arangas                                       | El Teyedu                                     | R. El Llagar de Colloto                       | 20.500 €                                      | [ 9 ] [ 10 ]                                  |
| 2020 | No celebrado debido a la pandemia de COVID-19 | No celebrado debido a la pandemia de COVID-19 | No celebrado debido a la pandemia de COVID-19 | No celebrado debido a la pandemia de COVID-19 | No celebrado debido a la pandemia de COVID-19 | No celebrado debido a la pandemia de COVID-19 |
| 2021 | No celebrado debido a la pandemia de COVID-19 | No celebrado debido a la pandemia de COVID-19 | No celebrado debido a la pandemia de COVID-19 | No celebrado debido a la pandemia de COVID-19 | No celebrado debido a la pandemia de COVID-19 | No celebrado debido a la pandemia de COVID-19 |
| 2022 | Esther Prieto Alonso                          | Francisco Bada CB                             | El Torcu                                      | R. El Llagar de Colloto                       | 16.000 €                                      |                                               |
| 2023 | Rosa Fernández                                | Los Puertos                                   |                                               | R. El Llagar de Colloto                       | 30.000 €                                      |                                               |
| 2024 | Aitana Castaño                                | Ángel Díaz Herrero                            | Los Mazos                                     | R. El Llagar de Colloto                       | 36.000 €                                      | [ 11 ] [ 12 ]                                 |